# Teddy Thomas
Pour les articles homonymes, voir Thomas (nom de famille).

a Compétitions nationales et continentales officielles uniquement.

b Matchs officiels uniquement.
Dernière mise à jour le 10 juin 2025.
Teddy Thomas, né le 18 septembre 1993 à Biarritz, est un joueur international français de rugby à XV. Il évolue au poste d'ailier.

## Carrière

### En club
Fils d'un père d’origine malienne,, il rejoint l'école de rugby du Biarritz olympique, club dont il est également ramasseur lors des matchs des professionnels.
C'est avec son club formateur qu'il dispute son premier match de Top 14, lors de la saison 2012-2013. Après des débuts en mars face au Rugby club toulonnais, puis une première titularisation face à Grenoble, il inscrit un doublé lors du match suivant en quart de finale du Challenge européen, lors d'une victoire 41 à 31 face au club anglais de Gloucester. Il récidive face à l'USA Perpignan une semaine plus tard avant de réaliser encore un doublé lors de la dernière journée du Top 14 face au Stade français.
En butte à des problèmes de concentration et de rigueur, il part un temps jouer avec l'équipe des espoirs avant de retrouver le groupe professionnel. Sa saison 2013-2014 se solde par seize rencontres en Top 14, dont quinze titularisations, pour dix points marqués, et quatre matchs de Challenge européen où il inscrit trois essais..

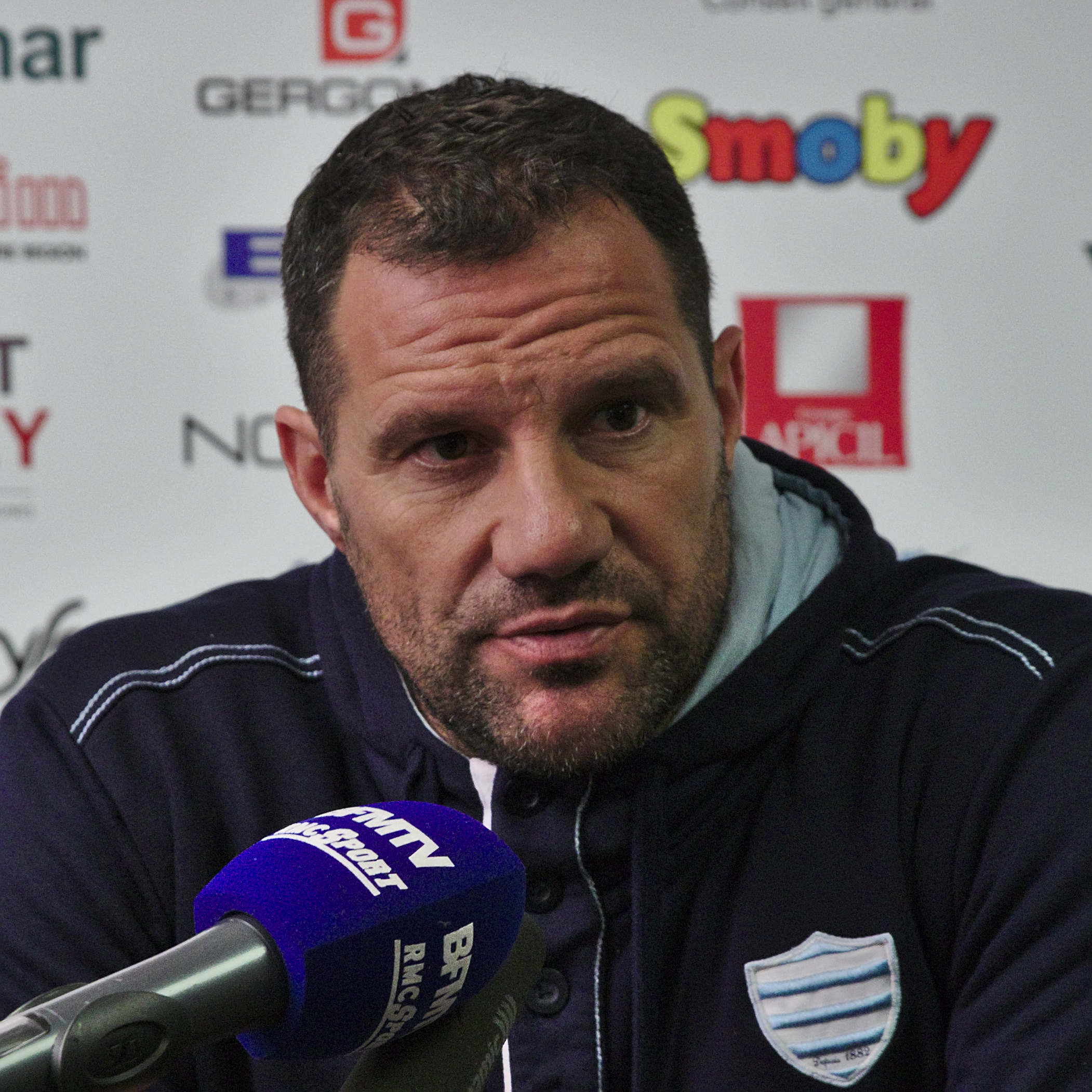
Laurent Labit, ici en 2015, est l'entraîneur de Teddy Thomas de 2014 à 2019.

À la suite de la relégation de son club à la fin de la saison 2013-2014, il signe un contrat au Racing Métro 92.
Un excellent début de saison lui permet de connaître ses premiers matchs avec le XV de France au mois de novembre 2014. Mais il se blesse au cours du Tournoi 2015, ce qui l'empêche de finir la saison avec le Racing 92.
La saison 2015-2016 commence comme la précédente s'était terminée : Teddy Thomas se fait une élongation aux ischio-jambiers et ne retrouve les terrains qu'au cours du mois d'octobre.
Teddy Thomas devient un cadre important du Racing 92, est champion de France en 2016 et vice-champion d'Europe en 2016, 2018 et 2020, mais de ces finales, il ne participe qu'à la finale de coupe d'Europe en 2018 face au Leinster, défaite 15 à 12.
En fin de contrat en juin 2021, il est tout d'abord annoncé qu'il ne sera pas prolongé par son club du Racing 92 mais, après l'arrivée en cours de saison et pour quatre ans de son ami Gaël Fickou, il trouve un arrangement avec son club qui le reprolonge. Durant la saison 2020-2021, il joue assez peu durant le début de la saison à cause d'une blessure aux ischio-jambiers et de fréquents appels en équipe de France pour participer notamment à la Coupe d'Automne des Nations ou au Tournoi des Six Nations 2021. Cependant il joue plus en fin de saison, inscrivant 3 essais en 3 matches en Coupe d'Europe et 7 essais en 8 rencontres en phase régulière de Top 14. Le Racing 92 est qualifié pour le barrages avec sa 3e place et il affronte à domicile le Stade français, qu'il bat 38 à 21 avec notamment un essai de Teddy Thomas. Le club se qualifie donc pour la demi-finale face au Stade rochelais qu'il perdra.
Fréquemment blessé en début de saison, il recommence la compétition en novembre avec le Racing 92 et participe aux matches de Coupe d'Europe du Racing.
Au mois de décembre 2021, Teddy Thomas signe un contrat de trois ans avec le Stade rochelais à partir de la saison 2022-2023. Il quitte donc le Racing après huit saisons en ciel-et-blanc.
Le 31 mai 2025, La Rochelle annonce le départ de son joueur à l'issue de la saison 2024-2025. 

### En équipe nationale
Teddy Thomas fait connaissance avec l'environnement de l'équipe de France au pôle France de Marcoussis. Lors de sa présence en 2012, où se trouve alors Gaël Fickou et Christopher Tolofua, il dispute deux tournois avec l'équipe de France de rugby à sept, les tournois IRB de Glasgow et Londres. Malgré les sollicitations, il refuse le contrat qui lui est proposé de prolonger avec cette équipe.
Lors de la tournée de novembre 2014, il honore sa première cape internationale en équipe de France de rugby à XV le 8 novembre contre l'équipe des Fidji au Stade Vélodrome (Marseille). Il est titulaire et inscrit un triplé pour une victoire finale française 40 à 15. La semaine suivante, il marque un nouvel essai contre l'Australie, après avoir éliminé six défenseurs. Il est ainsi élu Talent d'or lors de ses deux premières sélections. Mais, arrivé en retard à l'entraînement pour la préparation du match suivant, il est sanctionné par le staff et ne participe pas au reste de la tournée.
Il fait son retour en équipe de France pour le Tournoi des six nations 2015 et joue les matchs contre l'Écosse et contre l'Irlande où il se blesse, ce qui lui vaut une fin de saison difficile avec son club. Il n'est donc pas retenu par Philippe Saint-André pour la Coupe du monde 2015 en Angleterre. Avec le forfait de Wesley Fofana, le nouveau sélectionneur Guy Novès le rappelle dans le groupe de joueurs préparant la rencontre du Tournoi 2016 face à l'Italie. C'est finalement lors de la deuxième rencontre, face à l'Irlande, qu'il obtient une nouvelle sélection. Une blessure aux ischio-jambiers la semaine suivante lors d'un match de Top 14 face à Grenoble le prive de la fin du Tournoi.
Il est retenu pour la tournée d'automne 2017 et dispute l'intégralité des trois matchs contre la Nouvelle-Zélande, l'Afrique du Sud et le Japon. Il inscrit un essai face à la Nouvelle-Zélande.
Jacques Brunel, nouveau sélectionneur, le titularise sur l'aile droite dès le premier match du Tournoi des Six Nations 2018 contre l'Irlande. Il marque un essai au cours du match. La semaine suivante, il est reconduit sur l'aile droite de l'équipe de France face à l'Écosse et marque un doublé à la suite de deux exploits personnels.
A l'orée de la saison 2018-2019, il est intégré à la liste XV de France de 40 joueurs et participe au premier stage de développement du 5 au 12 juillet 2018 au CNR de Marcoussis,.
Toujours dans le groupe France sous Fabien Galthié, il est cependant de plus en plus décrié pour ses grosses lacunes défensives, et est notamment très attaqué sur les réseaux sociaux. Il reste cependant un membre important du groupe, toujours appelé dans le groupe France et joue la plupart des matches sous l'ère Galthié, notamment tous ceux du Tournoi des Six Nations 2021 où il inscrit un doublé contre l'Italie pour le premier match de l'équipe de France dans le Tournoi.
S'il participe à la tournée de l'équipe de France en Australie où il joue un match, il ne peut participer à la tournée d'Automne 2021 à cause de blessures répétitives, de même pour le Tournoi des Six nations 2022, où il ne prend pas part aux Grand Chelem des Bleus. Blessé jusque fin mars 2022, il fait une reprise remarquée, marquant trois doublés en 4 matches, 2 contre le Stade français et un contre le Biarritz olympique.

## Palmarès

### En club
- Champion de France en 2016
- Coupe d'Europe :
  - Finaliste en 2016, 2018 et 2020 avec le Racing 92

### En équipe nationale
Au 16 janvier 2022, Teddy Thomas compte 28 sélections, dont 26 en tant que titulaire, depuis sa première sélection le 8 novembre 2014 au Stade Vélodrome de Marseille face aux Fidji. Il inscrit 75 points, 15 essais.
Il participe à cinq éditions du Tournoi des Six Nations, en 2015, 2016, 2018, 2020 et 2021.

#### Tournoi des Six Nations
| Édition          | Rang | Résultats France | Résultats Thomas | Matchs Thomas |
| ---------------- | ---- | ---------------- | ---------------- | ------------- |
| Six Nations 2015 | 4    | 2 v, 0 n, 3 d    | 1 v, 0 n, 1 d    | 2/5           |
| Six Nations 2016 | 5    | 2 v, 0 n, 3 d    | 1 v, 0 n, 0 d    | 1/5           |
| Six Nations 2018 | 4    | 2 v, 0 n, 3 d    | 0 v, 0 n, 2 d    | 2/5           |
| Six Nations 2020 | 2    | 4 v, 0 n, 1 d    | 3 v, 0 n, 0 d    | 3/5           |
| Six Nations 2021 | 2    | 3 v, 0 n, 2 d    | 3 v, 0 n, 2 d    | 5/5           |

## Statistiques

### En sélection

#### Liste des essais
| Essai | Adversaire       | Lieu                                   | Compétition                 | Date             | Résultat |
| ----- | ---------------- | -------------------------------------- | --------------------------- | ---------------- | -------- |
| no 1  | Fidji            | Stade Vélodrome, Marseille             | Test match                  | 8 novembre 2014  | Victoire |
| no 2  | Fidji            | Stade Vélodrome, Marseille             | Test match                  | 8 novembre 2014  | Victoire |
| no 3  | Fidji            | Stade Vélodrome, Marseille             | Test match                  | 8 novembre 2014  | Victoire |
| no 4  | Australie        | Stade de France, Saint-Denis           | Test match                  | 15 novembre 2014 | Victoire |
| no 5  | Nouvelle-Zélande | Stade de France, Saint-Denis           | Test match                  | 11 novembre 2017 | Défaite  |
| no 6  | Irlande          | Stade de France, Saint-Denis           | Tournoi des Six Nations     | 3 février 2018   | Défaite  |
| no 7  | Écosse           | Murrayfield Stadium, Édimbourg         | Tournoi des Six Nations     | 11 février 2018  | Défaite  |
| no 8  | Écosse           | Murrayfield Stadium, Édimbourg         | Tournoi des Six Nations     | 11 février 2018  | Défaite  |
| no 9  | Argentine        | Stade Pierre-Mauroy, Villeneuve-d'Ascq | Test match                  | 17 novembre 2018 | Victoire |
| no 10 | Argentine        | Stade Pierre-Mauroy, Villeneuve-d'Ascq | Test match                  | 17 novembre 2018 | Victoire |
| no 11 | Italie           | Stade de France, Saint-Denis           | Tournoi des Six Nations     | 9 février 2020   | Victoire |
| no 12 | Pays de Galles   | Stade de France, Saint-Denis           | Test match                  | 24 octobre 2020  | Victoire |
| no 13 | Italie           | Stade de France, Saint-Denis           | Coupe d'automne des nations | 28 novembre 2020 | Victoire |
| no 14 | Italie           | Stadio Olimpico, Rome                  | Tournoi des Six Nations     | 6 février 2021   | Victoire |
| no 15 | Italie           | Stadio Olimpico, Rome                  | Tournoi des Six Nations     | 6 février 2021   | Victoire |

### En club
| Saison                   | Club                     | Championnat | Championnat | Championnat | Coupe d'Europe     | Coupe d'Europe | Coupe d'Europe | Par année | Par année |
| Saison                   | Club                     | Compétition | M           | Ess.        | Compétition        | M              | Ess.           | M         | Ess.      |
| ------------------------ | ------------------------ | ----------- | ----------- | ----------- | ------------------ | -------------- | -------------- | --------- | --------- |
| 2012-2013                | Biarritz olympique       | Top 14      | 5           | 4           | Challenge européen | 2              | 2              | 7         | 6         |
| 2013-2014                | Biarritz olympique       | Top 14      | 16          | 2           | Challenge européen | 4              | 3              | 20        | 5         |
| Total Biarritz olympique | Total Biarritz olympique | Top 14      | 21          | 6           | Challenge européen | 6              | 5              | 27        | 11        |
| 2014-2015                | Racing 92                | Top 14      | 15          | 5           | Coupe d'Europe     | 4              | 1              | 19        | 6         |
| 2015-2016                | Racing 92                | Top 14      | 2           | 1           | Coupe d'Europe     | -              | -              | 2         | 1         |
| 2016-2017                | Racing 92                | Top 14      | 15          | 5           | Coupe d'Europe     | 3              | -              | 18        | 5         |
| 2017-2018                | Racing 92                | Top 14      | 14          | 7           | Coupe d'Europe     | 7              | 3              | 21        | 10        |
| 2018-2019                | Racing 92                | Top 14      | 8           | 6           | Coupe d'Europe     | 2              | 2              | 10        | 8         |
| 2019-2020                | Racing 92                | Top 14      | 7           | 6           | Coupe d'Europe     | 5              | 6              | 12        | 12        |
| 2020-2021                | Racing 92                | Top 14      | 10          | 8           | Coupe d'Europe     | 3              | 3              | 12        | 11        |
| 2021-2022                | Racing 92                | Top 14      | 10          | 6           | Coupe d'Europe     | 6              | 4              | 16        | 10        |
| Total Racing 92          | Total Racing 92          | Top 14      | 81          | 44          | Coupe d'Europe     | 30             | 19             | 111       | 63        |
| Total                    | Total                    | Top 14      | 102         | 50          | Coupes d'Europe    | 36             | 24             | 138       | 74        |